# Marvel Smith
Marvel Amos Smith (født 6. august 1978) er en tidligere amerikansk fodbold-spiller fra USA, der spillede ni sæsoner for det professionelle NFL-hold Pittsburgh Steelers. Han spillede positionen offensive tackle.